# Xysma
A Xysma egy finn együttes. 

## Története
1988-ban alakult a Turku közeli Naantali városban, "Repulse" néven. Korábbi albumaik a grindcore/death metal stílusba tartoznak, később viszont gyökeresen megváltozott a stílusuk, ugyanis áttértek a stoner/hard rock/death'n'roll stílusokra. Korábbi albumaikra a Carcass és a Napalm Death volt hatással. A Yeah albumukon a Black Sabbath hatása is hallható.  Az együttes 1992-es albuma volt az első olyan lemez, amely a death'n'roll stílusban készült. 1993-as lemezükön például hard rock riffek és akusztikus pszichedelia hatások hallhatóak. Ezután egyre rockosabb lett a stílusuk, 1996-os lemezükről az egyik dalt még Brian de Palma  is felhasználta az egyik filmjében. 1997-es EP-jükön slágereket dolgoztak fel, az 1998-as albumukon pedig pop-rock stílusú dalok hallhatóak. Az együttes 1998-ban feloszlott, 2006-ban újra összeállt, 2011-től pedig újra aktív. Toni Stranius 2006-ban elhunyt, 34 éves korában. A "Deathmetal.org" weboldal az első death'n'roll együttesnek nevezte őket.

## Tagok
- Marvellous Sidney Safe - dob (1988-1998, 2006, 2011-)
- Janitor Mustasch - gitár (1988-1989), ének (1988-1998, 2006, 2011-)
- Olivier Lawny - gitár (1989-1998, 2006, 2011-)
- Dr. Heavenly - basszusgitár (1992-1998, 2006, 2011-)

## Korábbi tagok
- Toni Stranius (Mr. Stranius) - gitár (1988-1998, 2006-ban elhunyt)
- Vesa Iitti - basszusgitár (1989-1992)

## Diszkográfia
- Swarm of the Maggots (demó, 1989)
- Above the Mind of Morbidity (mini LP, 1990)
- Fata Morgana (kislemez, 1990)
- Yeah (album, 1991)
- Deluxe (album, 1993)
- Lotto (album, 1996)
- Singles (EP, 1997)
- Girl on the Beach (album, 1998)
- Xysma (válogatáslemez, 2004)